# Bonnie Rotten
Bonnie Rotten (ur. 9 maja 1993 w Cincinnati) – amerykańska aktorka, producentka i reżyserka filmów pornograficznych, także tancerka erotyczna. 
W 2014 została pierwszą, tzw. alternatywną aktorką, która wygrała nagrodę AVN Award w kategorii wykonawczyni roku.

## Życiorys

### Wczesne lata
Urodziła się w Hamilton w stanie Ohio w rodzinie pochodzenia włoskiego, niemieckiego, polskiego i żydowskiego. Została wychowana przez dziadków w Cincinnati. Swoje pierwsze doświadczenie seksualne miała w wieku 12 lat z 13–latkiem. Mając 16 lat miała pierwsze doświadczenie seksualne z wieloma partnerami. Była bardzo aktywna seksualnie w okresie dojrzewania. Jej pierwszą pracą była praca w sklepie obuwniczym. 

### Początki kariery
W wieku 18 lat podjęła pracę jako tancerka egzotyczna w Dayton w Ohio. Pracowała też jako modelka na pokazach samochodowych i motocyklowych w Midwest. Po wygraniu konkursu Miss Dead Indiana Beauty Pageant na konwencji Indianapolis Horrorhound zrobiła sesję zdjęciową jako modelka fetysz dla magazynu „Girls and Corpses” w Los Angeles w Kalifornii. Używała pseudonimu „Dixie”.

### Kariera w branży porno
Na początku roku 2012 brała udział w sesjach porno. Cechą charakterystyczną jej wizerunku stały się tatuaże, których posiada ponad trzydzieści. Jej pierwsza scena seksu analnego była w filmie Evil Angel Tattooed Anal Sluts (2012) z Mikiem Adriano, a pierwsza scena seksu podwójnej penetracji z Ramónem Nomarem i Tonim Ribasem w produkcji Elegant Angel Bonnie Rotten Is Squirtwoman (2014). W latach 2012–2014 pracowała dla Kink.com w scenach BDSM z Jamesem Deenem, Krissy Lynn, Veronicą Avluv i Gią DiMarco. 
Wystąpiła w parodii porno filmu To tylko seks – melodramacie Paula Thomasa Friends With Benefits (2012) z Stevenem St. Croixem. W 2013 była nominowana do AVN Award dla najlepszej debiutantki.
Począwszy 2013 Rotten występowała jako główna wykonawczyni w klubach ze striptizem w wielu miastach. W październiku 2015 The Lee Network ogłosił zawarcie umowy na wyłączność z Rotten, aby reprezentować ją podczas jej występów tanecznych.
Debiutowała jako reżyserka filmem Girlfriends Films Anal Candy Disco Chicks (2014) z udziałem Skin Diamond. Była reżyserką i odtwórczynią roli Max Candy w parodii porno Cape Fear XXX (2014) – Przylądek strachu (1962) J. Lee Thompsona i Przylądek strachu (1991) Martina Scorsese. 
W maju 2014 Rotten złożyła pozew przeciwko aktorowi i producentowi pornograficznemu, Maxowi Hardcore, zarzucając przywłaszczenie jej tożsamości, zniesławienie i celowe zadawanie cierpienia emocjonalnego w związku z publikacją przez niego sceny, którą oboje nagrali razem w 2012. W lipcu 2014 Max Hardcore złożył pozew wzajemny dotyczący praw do wizerunku, twierdząc, że Rotten złamała umowę, którą podpisała.
W październiku 2014 niemiecka firma Digital Sports Innovation ogłosiła dostępność figurek Bonnie Rotten. 20 stycznia 2015 w Los Angeles wzięła udział w serii Casting X Pierre’a Woodmana. W lutym 2015 producent zabawek erotycznych Pipedream ogłosił, że wysyła „Bonnie Rotten Signature Collection”. W kwietniu 2015 Rotten zyskał rozgłos na Manhattanie, chodząc topless na Times Square, Washington Square Park i w metrze.

### Obecność w kulturze masowej
Wystąpiła w teledysku The Weeknd do utworu „Kiss Land” (2013), a także w styczniu 2014 w Los Angeles na Vimeo w wideoklipie grupy Piece by Piece i Nicka Jetta, perkusisty formacji Terror. W kwietniu 2015 trafiła na okładkę magazynu „Inked”. Została obsadzona jako Veronica w dreszczowcu Appetites (2015) z Jamesem Duvalem.
W 2013 znalazła się na 5. miejscu w rankingu czasopisma „LA Weekly” – „10 Porn Stars Who Could Be the Next Jenna Jameson”. Rok później jej nazwisko trafiło na listę CNBC – „The Dirty Dozen: Porn’s Most Popular Stars”. 
Wzięła udział w komedii Dick Dickster (2018) u boku Richarda Grieco oraz filmach dokumentalnych: Showtime X-Rated: The Greatest Adult Movies of All Time (2015), Rocco (2016) i After Porn Ends 3 (2018).

## Życie prywatne
We wrześniu 2012 przeszła zabieg powiększania piersi. 
W latach 2014–2016 jej mężem był Dennis DeSantis, z którym ma córkę (ur. 2016).
Od końca 2021 była w nieformalnym związku z konstruktorem motocykli Jessem Jamesem, z którym zawarła związek małżeński 25 czerwca 2022. Rotten była skłonna do złożenia pozwu o rozwód, ale wkrótce go unieważniła. Mają syna Bishopa Morrisona Jamesa (ur. 25 czerwca 2023).

## Nagrody
| Rok  | Nagroda           | Kategoria                                                   | Film                                    | Pozostali wykonawcy                                   |
| ---- | ----------------- | ----------------------------------------------------------- | --------------------------------------- | ----------------------------------------------------- |
| 2012 | Inked Award       | Gwiazdka roku                                               | –                                       | –                                                     |
| 2012 | NightMoves Awards | Miss Congeniality                                           | –                                       | –                                                     |
| 2013 | Sex Awards        | Najgorętsza nowa dziewczyna                                 | –                                       | –                                                     |
| 2013 | NightMoves Award  | Gwiazda mediów społecznościowych (wybór fanów)              | –                                       | –                                                     |
| 2013 | NightMoves Award  | Najlepszy atrament (wybór fanów)                            | –                                       | –                                                     |
| 2013 | Inked Award       | Wykonawczyni roku                                           | –                                       | –                                                     |
| 2013 | Inked Award       | Scena seksu roku                                            | The Gang Bang of Bonnie Rotten (2013)   | Karlo Karrera, Jordan Ash, Mick Blue i Tony De Sergio |
| 2014 | XBIZ Award        | Najlepsza scena w filmie niefabularnym                      | The Gang Bang of Bonnie Rotten (2013)   | Karlo Karrera, Jordan Ash, Mick Blue i Tony De Sergio |
| 2014 | AVN Award         | Najlepsza scena seksu grupowego                             | The Gang Bang of Bonnie Rotten (2013)   | Karlo Karrera, Jordan Ash, Mick Blue i Tony De Sergio |
| 2014 | AVN Award         | Wykonawczyni roku                                           | –                                       | –                                                     |
| 2014 | XRCO Award        | Superzdzira                                                 | –                                       | –                                                     |
| 2014 | XCritic Award     | Wykonawczyni roku                                           | –                                       | –                                                     |
| 2014 | Fannys Award      | Superzdzira (wykonawczyni roku Kink)                        | –                                       | –                                                     |
| 2014 | NightMoves Award  | Najlepsza wykonawczyni wg fanów                             | –                                       | –                                                     |
| 2014 | NightMoves Award  | Najlepszy atrament (wybór redakcji)                         | –                                       | –                                                     |
| 2014 | Ninfa             | Nagroda specjalna                                           | –                                       | –                                                     |
| 2014 | Venus Award       | Najlepsza aktorka międzynarodowa                            | –                                       | –                                                     |
| 2015 | XCritic Award     | Królowa porno                                               | –                                       | –                                                     |
| 2015 | AVN Award         | Najlepsza wykonawczyni Kinkiest wg fanów                    | –                                       | –                                                     |
| 2015 | Spank Bank Award  | Super wytrysk roku                                          | –                                       | –                                                     |
| 2015 | Ninfa             | Najlepsza scena roku                                        | Bonnie Rotten – ActricesDelPorno (2014) | –                                                     |
| 2015 | Inked Award       | Najlepsza scena dziewczyna/dziewczyna                       | Twisted Lesbian Anal Spit Play (2014)   | Dana Vespoli                                          |
| 2015 | AdultEx Award     | Najlepszy asortyment produktów fetyszowych / alternatywnych | –                                       | –                                                     |
| 2016 | NightMoves Award  | Nagroda Triple Play (taniec / występy / reżyseria)          | –                                       | –                                                     |
| 2017 | Inked Award       | Hall of Fame                                                | –                                       | –                                                     |

## Filmografia
| Rok  | Tytuł                   | Rola                | Reżyser         |
| ---- | ----------------------- | ------------------- | --------------- |
| 2015 | They Want Dick Dickster | w roli samej siebie | Christopher Ray |
| 2015 | Appetites               | Veronica            | Christopher Ray |